# ハリケーン (駆逐艦)
ハリケーン (HMS Hurricane, H06) はイギリス海軍の駆逐艦。もとはブラジル海軍向けに建造されていたH級駆逐艦の一隻ジャパルーア (Japarua) であるが、建造中にイギリスに購入された。

## 艦歴
1937年12月6日にブラジルがバロー＝イン＝ファーネスのヴィッカース・アームストロング社へ発注。1938年6月3日に起工。第二次世界大戦勃発後の1939年9月5日にイギリスにより購入された。9月29日に進水し、1940年6月21日に就役した。
就役後、本国艦隊の第9駆逐艦戦隊に編入。1941年5月まで船団護衛や対潜哨戒に従事した。1940年9月には客船「シティ・オブ・ベナレス」および貨物船「マリナ」の生存者を救助。また、「シティ・オブ・ナーグプル」の生存者451人を救助し、5月1日にグリーノックで降ろしている。
1941年5月7日から8日の夜、「ハリケーン」はリヴァプールでドイツ軍による空襲にあい被弾。直撃した爆弾は船体を貫通して艦底下で爆発。沈没や港内の交通の障害となることを避けるため「ハリケーン」はドックへ移動させられた。この攻撃による死者はなく、軽傷者が数名でたのみであった。
1942年1月に修理を終えて復帰し、護衛グループB1の嚮導艦となった。OS62/KMS36船団護衛中の1943年12月24日、「ハリケーン」はドイツ潜水艦「U415」による音響誘導魚雷による攻撃を受けた。魚雷は艦尾後方30フィートで爆発。死者3人、負傷者9人が生じ、「ハリケーン」は航行不能となった。翌朝、「ハリケーン」は駆逐艦「ウォッチマン」により処分された。